# Studios de la Victorine
Pour les articles homonymes, voir Victorine.
Les studios de la Victorine sont des studios de cinéma créés en 1919 à Nice.

## Localisation
Les studios de la Victorine se trouvent 16 avenue Édouard-Grinda, dans le quartier Saint-Augustin à l'ouest de Nice, à quelques centaines de mètres au nord de la gare de Nice-Saint-Augustin et à moins d'un kilomètre de l'aéroport de Nice-Côte d'Azur.

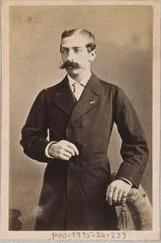
Victor Masséna.

## Historique

### À l'origine: le domaine de Victor Masséna
Le domaine de la Victorine est à l'origine une propriété horticole. À l'époque où il fait construire la villa Masséna, Victor Masséna 3e duc de Rivoli et 5e prince d'Essling, descendant du maréchal Masséna, acquiert le domaine, le transforme en propriété d'agrément et le baptise La Victorine d'après le prénom de sa nièce Victoire.
En 1919, son fils André Prosper Victor Eugène Napoléon Masséna revend la propriété à deux producteurs Louis Nalpas et Serge Sandberg, qui y créent les studios de la Victorine. Les lieux sont immenses, d'une superficie de 7 hectares, et deviennent l'un des principaux studios français et le lieu de tournage d'un très grand nombre de films.

### La période du cinéma muet: création des studios

#### Louis Nalpas et Serge Sandberg

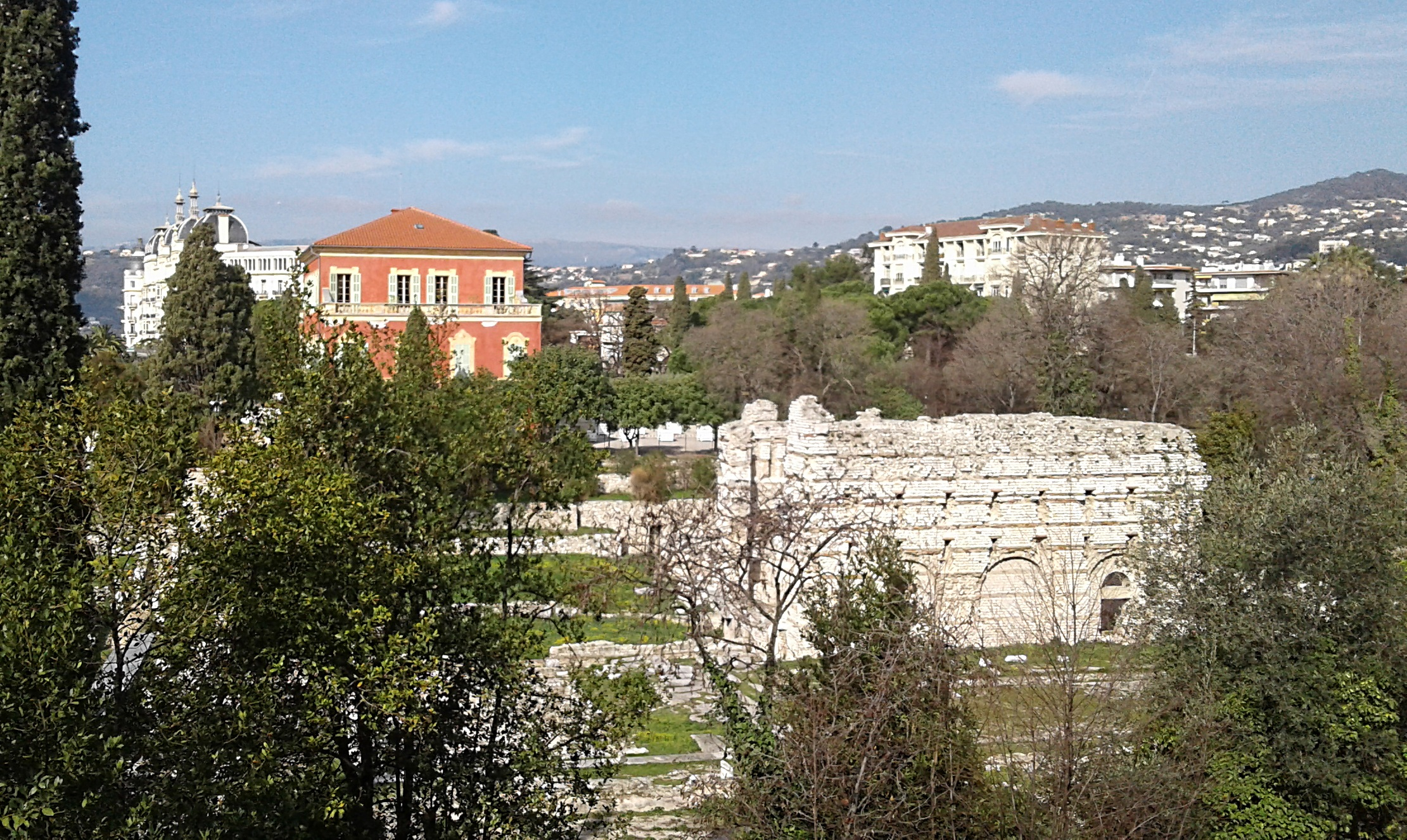
Avant La Victorine : la colline de Cimiez, haut-lieu du cinéma niçois.

Louis Nalpas est alors le producteur indépendant des Films Louis Nalpas. Après la réussite de La Sultane de l'amour, il décide de faire de Nice la capitale européenne du cinéma et s'associe avec Serge Sandberg, adjoint de Charles Pathé pour y créer les studios de la Victorine. Les premiers travaux sont immédiatement réalisés : terrassement, voirie, construction de quatre studios avec bureaux, ateliers, laboratoires et bâtiment de la centrale électrique. Parallèlement, Nalpas poursuit ses activités à la villa Liserb de Cimiez.
À la fin du tournage de Tristan et Yseult, Louis Nalpas rencontre d'insurmontables difficultés. Les travaux de La Victorine engloutissent les capitaux rapportés par les productions des Films Louis Nalpas et la plupart des artistes qui l'ont accompagné à Cimiez, Louis Delluc, Germaine Dulac, Jean Durand, Henri Fescourt, Marcel Lévesque, Gaston Modot, le quittent pour retourner travailler à Paris. Les studios de la Victorine cependant sont prêts. Robert Boudrioz les inaugure avec le tournage de L'Âtre, Léonce Perret et Albert Dieudonné lui succèdent brièvement. Puis les réalisateurs ne viennent plus : l'équipement des nouveaux studios est déjà dépassé, les sunlights ne peuvent fonctionner car l'installation électrique n'a pas été réalisée, son bâtiment est resté vide faute de financements, la municipalité de Nice étant finalement revenue sur sa promesse de capitaux.
Nalpas cède en 1921 ses parts à Serge Sandberg et quitte Nice. La Stoll-Films de Londres vient réaliser ses films à La Victorine à l'aide de groupes électrogènes. Puis c'est au tour de René Navarre d'utiliser les studios pour y tourner rapidement quelques films à épisodes pour sa Société des Cinéromans. Sa compagnie ne reste pas longtemps à La Victorine : les films sont des échecs et la Société des Cinéromans périclite avec la fin du soutien financier de Sandberg.
Épuisé comme Louis Nalpas par ces difficultés, Serge Sandberg ferme les portes des studios au début de l'année 1923. Il finit par les vendre très en dessous du prix demandé à la nouvelle société de production de Denis Ricaud, ex-administrateur de Pathé-Consortium. Après presque une année d'interruption, l'activité des studios reprend, fin 1923, avec le tournage sous la direction de Gennaro Dini de La Nuit du vendredi 13. En février 1924, Albert Dieudonné et Jean Renoir viennent y réaliser Catherine, production pour laquelle ils font construire quinze décors différents. Ricaud revend les studios en août 1924 à la Société des Films Legrand qui y fait réaliser quelques travaux de rénovation. Dini termine avec la nouvelle société Romanetti commencé sous Ricaud. Deux films sont encore tournés pour la même société : Des fleurs sur la mer et L'Île sans amour réalisés par André Liabel avec Renée Sylvaire et Elmire Vautier, future héroïne du premier Belphégor.

#### Rex Ingram et Léonce Perret

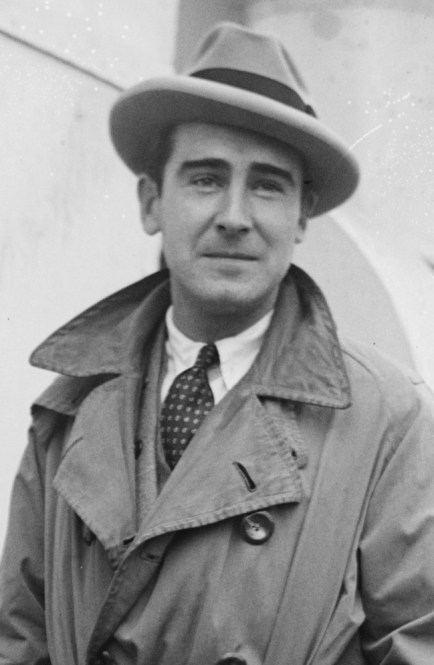
Rex Ingram.

Réalisateur hollywoodien des Quatre Cavaliers de l'Apocalypse avec Rudolph Valentino, Rex Ingram, s'installe à Nice en 1924 jusqu'à la fin de sa carrière qui intervient à l'avènement du cinéma sonore en 1930. Durant les trois années de sa direction, les studios de la Victorine connaissent leur période la plus brillante et la plus prospère. À la fin de cette période, ils n'ont plus aucun concurrent sur la Côte d'Azur.
À l'issue de longues tractations, il parvient à faire réunir, pour le tournage de Mare Nostrum, deux des grands bâtiments vitrés en un seul et gigantesque studio noir. Il fait construire un nouveau studio, des laboratoires supplémentaires équipés des derniers perfectionnements, une piscine de 25 mètres, des ateliers pour la construction des décors avec les machines les plus récentes. Il fait enfin installer un générateur de 5 000 ampères et obtient un arrangement avec la ville de Nice pour avoir le courant de jour comme de nuit. Sont alors créés les Ciné-Studios Rex Ingram. En mars 1927, La Cinématographie française souligne le caractère exceptionnel d'un tel complexe cinématographique en France et l'attrait que présentent les avantages considérables de ces studios pour les réalisateurs et les producteurs américains.
Les studios connaissent dès lors une intense activité : six films y sont tournés en 1926 et sept en 1927 soit deux à trois fois plus que dans les autres studios niçois. Rex Ingram y dirige un nouveau film dès 1926, Le Magicien, avec Alice Terry et une distribution internationale dans laquelle se trouve Firmin Gémier. Marcel L'Herbier y réalise Le Diable au cœur. Pour La Fin de Monte-Carlo, Henri Étiévant  fait reconstituer un cabaret du port de Nice d'une étonnante ressemblance. Alfred Hitchcock vient y tourner la séquence méditerranéenne de son sixième film, Le passé ne meurt pas (Easy Virtu). En août 1927, Dimitri Kirsanoff tourne les intérieurs de Sables pendant qu'Ingram réalise un projet grandiose, Le Jardin d'Allah (en). Dans le même temps, quatre autres films sont en préparation comme la série des Travelaughs d'Harry Lachman.
| Image externe | |
|               | Aux Studios Franco-Films de Nice-Saint-Augustin. Photographie représentant Léonce Perret expliquant une particularité du décor de Quand nous étions deux au journaliste Edmond Épardaud accompagné de sa femme Madeleine, en présence de René Isnardon, directeur des studios, publiée par la revue Cinéma en juillet 1929. |

Le studio ne désemplit jamais mais cette prospérité conduit Rex Ingram qui ne peut plus mener de front ses deux carrières de réalisateur et de directeur de studio à mettre La Victorine en location. Les studios changent à nouveau de main. D'abord seulement maison de production, la Franco-Films, avec Léonce Perret à sa tête, dirige ensuite les studios de la Victorine jusqu'à l'avènement du cinéma sonore.

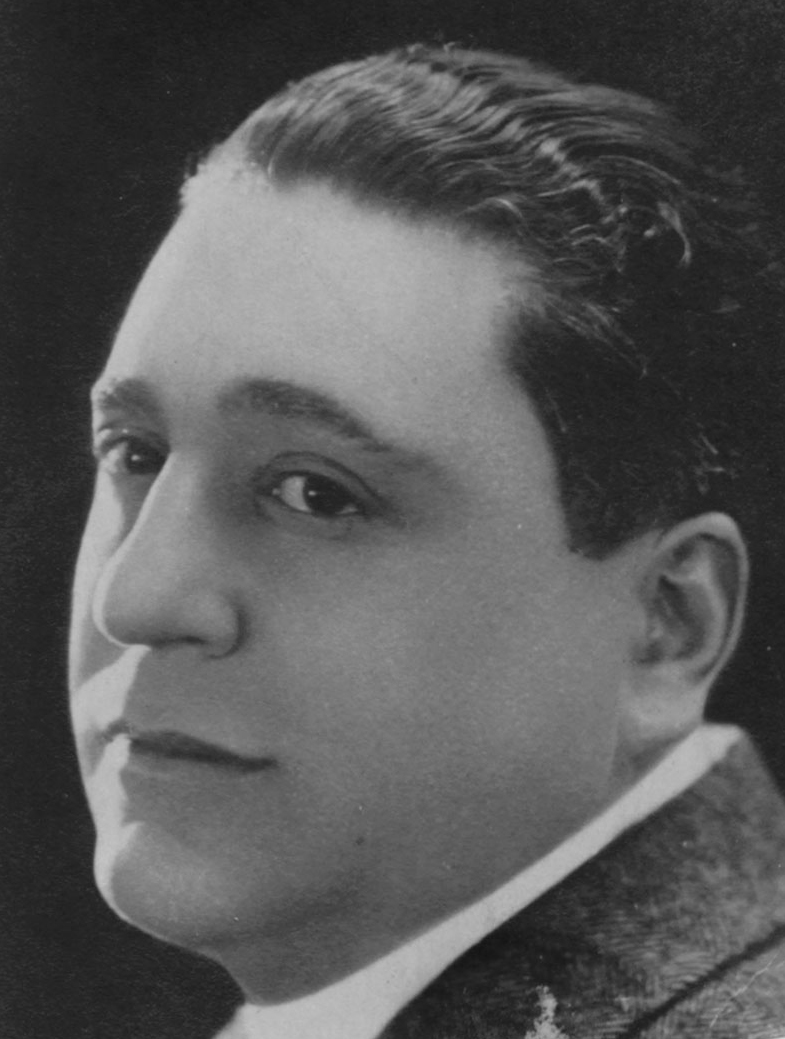
Léonce Perret.

Léonce Perret arrive à Nice en 1914, engagé par Léon Gaumont comme responsable du studio de Nice. Il ne reste que peu de temps dans ces fonctions, appelé à remplacer à la direction artistique de la Gaumont, Louis Feuillade, parti au front. Il revient en 1921 et en cinq ans tourne de Cannes à Monte-Carlo les extérieurs de plus d'une centaine de films. En 1926, devant le succès de La Femme nue, le groupe commanditaire du film décide de fonder une société de production cinématographique pour exploiter cette réussite et distribuer les futures réalisations du cinéaste. Léonce Perret détient les postes d'administrateur et de directeur artistique de la Franco-Films dont le conseil d'administration est présidé par Édouard Corniglion-Molinier. La nouvelle société rachète une partie de ses studios à Rex Ingram qui continue à habiter sa villa édifiée au milieu des terrains de La Victorine. Il perd en appel un procès en abus de confiance et escroquerie contre Corniglion-Molinier.
Fin 1927, Graham Cutts tourne Confetti (en), Jean Durand prépare L'Île d'amour et Gaston Ravel Madame Récamier. Les studios travaillent à plein rendement, à tel point qu'ils sont même obligés de refuser parfois des clients : en décembre 1928, Raymond Bernard doit retarder le tournage de son Tarakanova car deux grosses réalisations, Vénus de Louis Mercanton, et L'Évadée d'Henri Ménessier occupent les plateaux, loués plusieurs mois à l'avance par des sociétés étrangères. À La Victorine, Léonce Perret réalise en 1928 ses deux derniers films muets, Morgane la sirène et La Danseuse Orchidée. Pour Shéhérazade d'Alexandre Volkoff, commencée à Berlin et l'une des plus grandioses réalisations de la Franco-Films, employant simultanément jusqu'à 1 500 figurants, de somptueux décors sont construits dans les ateliers. Dans le même temps, Rex Ingram, dégagé des contraintes de gestion des studios, se consacre à la réalisation des Trois Passions (en) aux décors fastueux. Malgré les ponts d'or offerts par les sociétés américaines, il choisit de demeurer sur la Côte d'Azur, cessant son activité à l'avènement du cinéma sonore avec son dernier film Baroud.

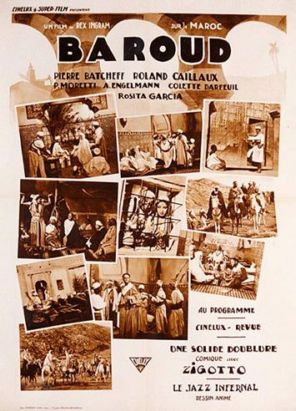
Affiche pour Baroud de Rex Ingram.

Les derniers perfectionnements de la technique équipent La Victorine et une nouvelle salle de projection est ajoutée en décembre 1928. Au début de 1929, un nouveau projet se fait jour de construction d'un nouveau studio. Il sera le plus vaste d'Europe et comportera des sous-sols de 80 mètres sur 25 pour abriter des magasins, 8 bureaux de metteurs en scène, 9 grandes loges et les locaux nécessaires au logement de 900 figurants. Le projet n'est pas réalisé. Les fonds prévus vont être employés à d'autres transformations.

### L'avènement du parlant: sonorisation des studios
Envisagée dès le début de l'année 1929, la sonorisation des studios est décidée au mois d'avril. L'équipement de prise de son est commandé aux États-Unis. L'installation est réalisée dans les premiers mois de 1930 par la Compagnie Jacques Haïk Radio-cinéma, filiale de la Compagnie générale de télégraphie sans fil. Double révolution à La Victorine, l'arrivée du cinéma sonore entraînant la disparition de la Franco-Films en tant qu'organe de production. La société commence par fusionner en 1930 avec la société Aubert, les studios devenant les Studios Aubert-Franco-Films de La Victorine avant de se retirer pour se consacrer à la distribution. Les studios sont acquis en 1932 par la Gaumont. L'avenir de La Victorine est d'autant plus assuré que le passage au parlant a provoqué la disparition des studios de Carras et de la route de Turin, laissant La Victorine quasiment seule sur la scène cinématographique niçoise avec les studios de Saint-Laurent-du-Var jusqu'à la destruction de ces derniers par un bombardement allié en août 1944.

### Les années 1930
En 1934, Jean de Marguenat réalise Adémaï au Moyen Âge dans les studios de Saint-Augustin qui ont depuis la reprise par la Gaumont Franco-Film Aubert l'appellation de Studios GFFA de Nice. En 1936, André Hugon tourne Romarin, Jacques Séverac Les Réprouvés. En 1937, Raymond Rouleau vient tourner Le Messager, Jean Vallée, Les Hommes sans nom, Max de Vaucorbeil, L'Escadrille de la chance, Christian-Jaque, Les Pirates du rail.

### 1940-1945

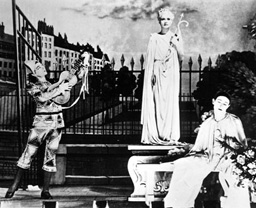
Arletty (Garance), Jean-Louis Barrault (le mime Baptiste Deburau) et Pierre Brasseur (Frédérick Lemaître) dans une scène des Enfants du paradis.

Après l'armistice tout le cinéma français se réfugie à Nice aux studios de la Victorine ainsi que le rapporte Jean-Louis Barrault dans ses Souvenirs pour demain. Mais aussi à Marseille dans les nouveaux studios de Marcel Pagnol. Sur les deux-cent-vingt films de la production nationale tournés durant cette période de la Seconde Guerre mondiale, une vingtaine le sont à La Victorine dont Untel père et fils (1940) de Julien Duvivier, L'An 40 (1941) de Fernand Rivers, Vénus aveugle (1941) d'Abel Gance, Lumière d'été (1942) de Jean Grémillon avec Madeleine Renaud, Félicie Nanteuil et L'Arlésienne (1942) de Marc Allégret, Macao, l'enfer du jeu (1942) de Jean Delannoy, Les Visiteurs du soir (1942) (1943) de Marcel Carné assisté par Michelangelo Antonioni, L'Éternel Retour (1943) de Jean Delannoy, La Vie de bohème (1943) de Marcel L'Herbier, Les Petites du quai aux fleurs (1944) de Marc Allégret, Les Enfants du paradis de Marcel Carné, sorti en 1945 mais tourné entre le mois d'août 1943 et le mois de juin 1944. Jacques Becker, Pierre Billon, Léo Joannon, Willy Rozier, viennent également tourner à Nice. Abel Gance produit les films d'Yves Allégret et Marcel L'Herbier réalisés à La Victorine. Marcel L'Herbier envisage d'y créer un Centre industriel et artistique national puis européen de production de films. De fait, un Centre artistique et technique des jeunes du cinéma voit le jour à Nice en 1941. Les liens entre La Victorine et Cinecittà permettent à des jeunes d'échapper au STO.

### Mai 68
Sur le mot d'ordre du syndicat CGT des techniciens de la production cinématographique enjoignant le 19 mai depuis la bourse du travail de Paris aux différentes filières de cesser le travail, mot d'ordre relayé par les États généraux du Cinéma, les tournages sont suspendus à Paris comme en province. À La Victorine, un accord entre les techniciens du film et les producteurs américains permet de poursuivre le tournage de La Folle de Chaillot de Bryan Forbes.

### Concession de service public
En 2000, ils sont gérés sous la forme d'une concession de service public confiée par la municipalité de Jacques Peyrat au groupe Euro Media France et sont rebaptisés « studios Riviera ».

### Gestion par la ville de Nice
Le 22 novembre 2017, au terme de la délégation de service public, la ville de Nice reprend en régie la gestion des studios qui retrouvent leur nom d'origine « les studios de la Victorine ». Le 11 avril 2018, à la Cinémathèque française, présidée par Costa-Gavras, le maire de Nice, Christian Estrosi annonce la création d'un « Comité Victorine » chargé de piloter les études de faisabilité de la relance de l'activité du site et la pertinence du projet. Il est composé de dix-huit personnalités représentant les différentes filières des métiers du cinéma : Raphael Benoliel, John Bernard, Bertrand Bonello, Véronique Cayla, Thierry Frémaux, Costa Gavras, Pierre-William Glenn, Michel Hazanavicius, David Kessler, Iris Knobloch, Alain Kruger, Michèle Laroque, Claude Lelouch, Alexandre Michelin, Sylvie Pialat, Joann Sfar, Marianne Slot, Marc Tessier et présidé par Éric Garandeau. Le Comité doit analyser les besoins de l'industrie du cinéma et des métiers de l'image et tenir compte dans les préconisations attendues par la ville de Nice de l'apparition des géants du Web dans le financement des films et des séries,.

## Caractéristiques techniques

### Dimension des plateaux
| Plateau | Superficie | Longueur | Largeur | Hauteur |
| ------- | ---------- | -------- | ------- | ------- |
| 1       | 1 175 m2   | 47 m     | 25 m    | 12 m    |
| 2       | 800 m2     | 40 m     | 20 m    | 8 m     |
| 3       | 800 m2     | 40 m     | 20 m    | 8 m     |
| 4       | 375 m2     | 25 m     | 15 m    | 8 m     |
| 6       | 594 m2     | 33 m     | 18 m    | 10 m    |
| 7       | 275 m2     | 20 m     | 14 m    | 5,5 m   |
| 8       | 400 m2     | 25 m     | 16 m    | 6 m     |
| 9       | 400 m2     | 25 m     | 16 m    | 6 m     |
| 10      | 540 m2     | 27 m     | 20 m    | 6 m     |
| 11      | 540 m2     | 27 m     | 20 m    | 6 m     |

Les studios de la Victorine à Nice
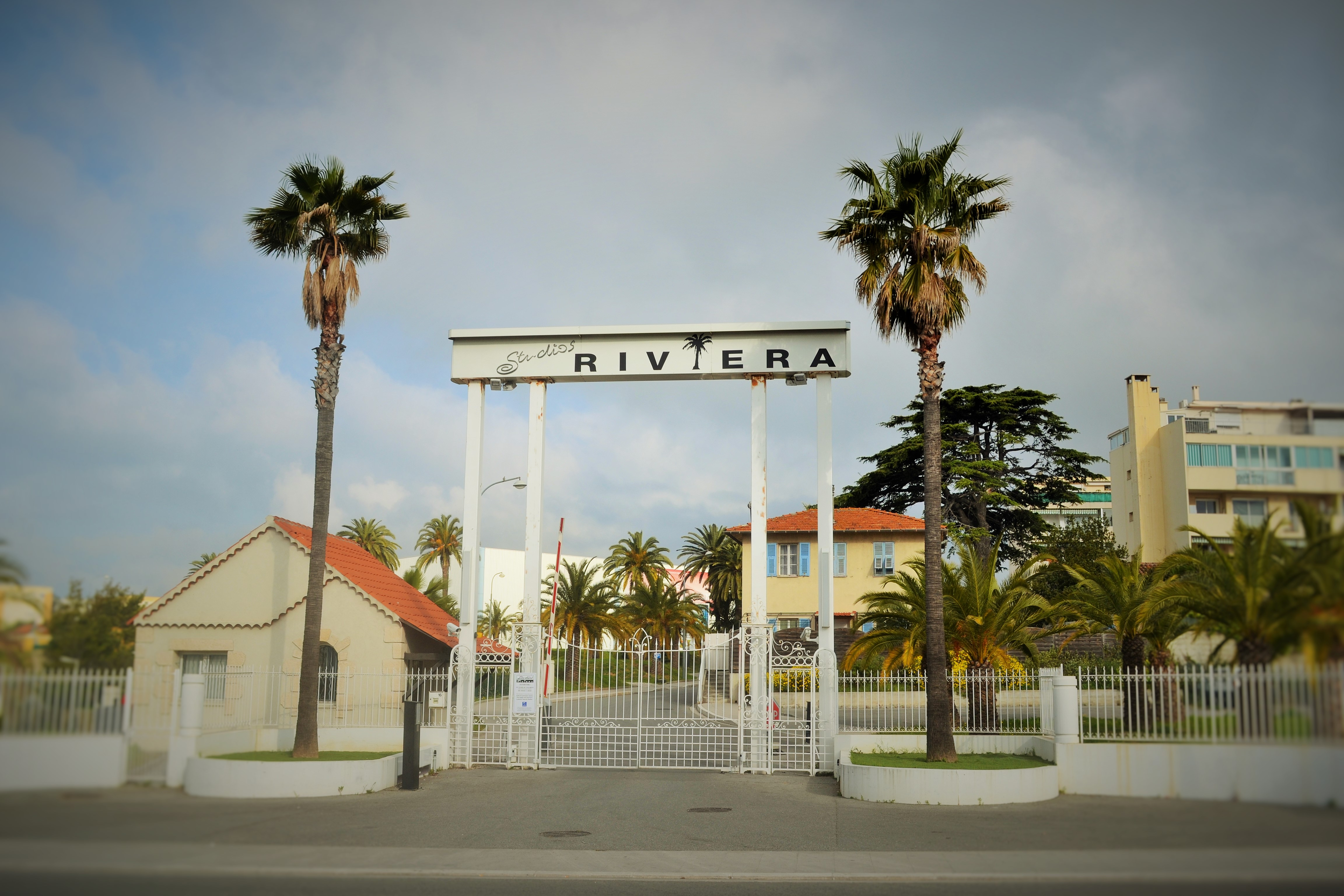
L’entrée des studios de la Victorine en avril 2015.
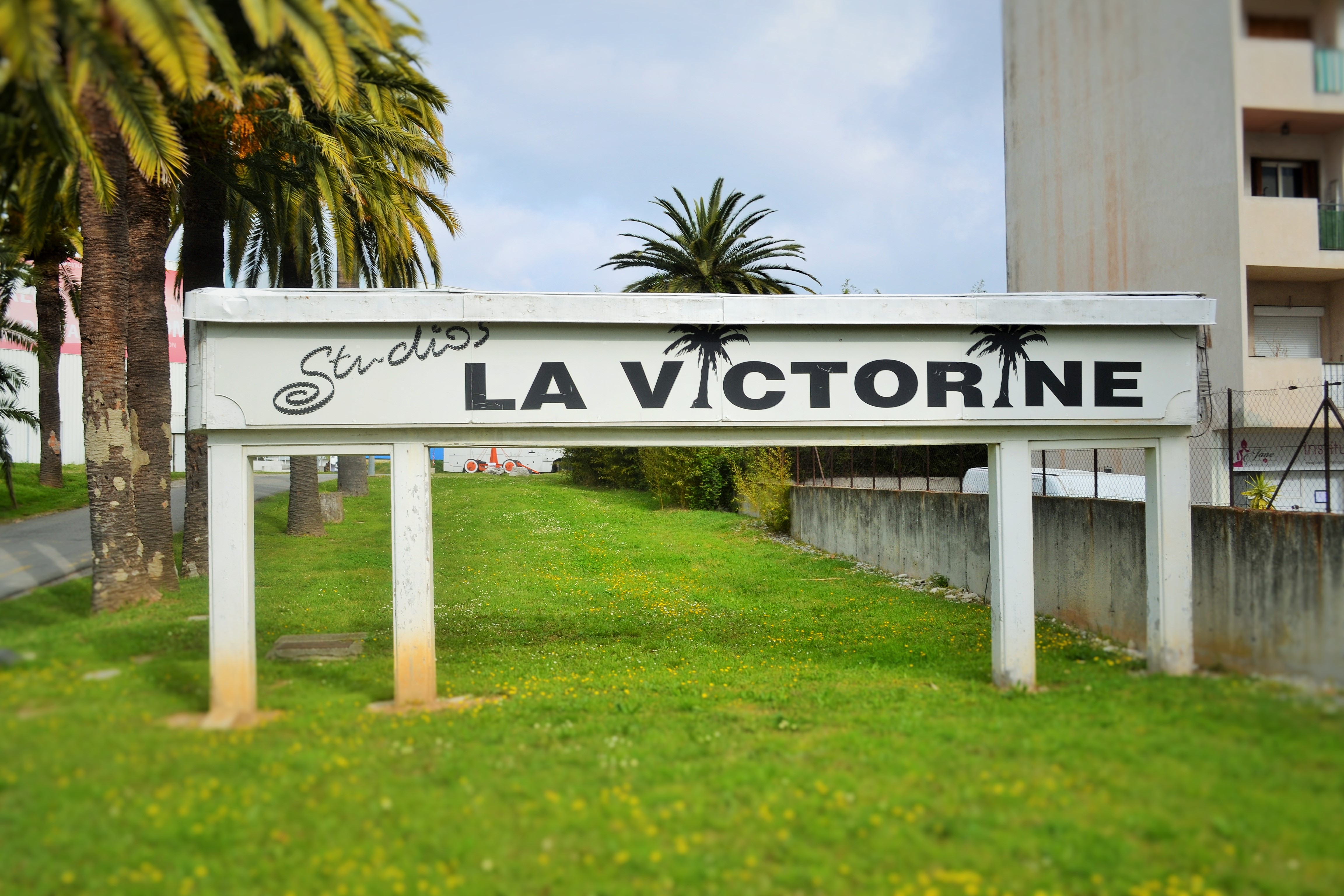
Panneau portant le nom d'origine repris en 2017 par la mairie de Nice.
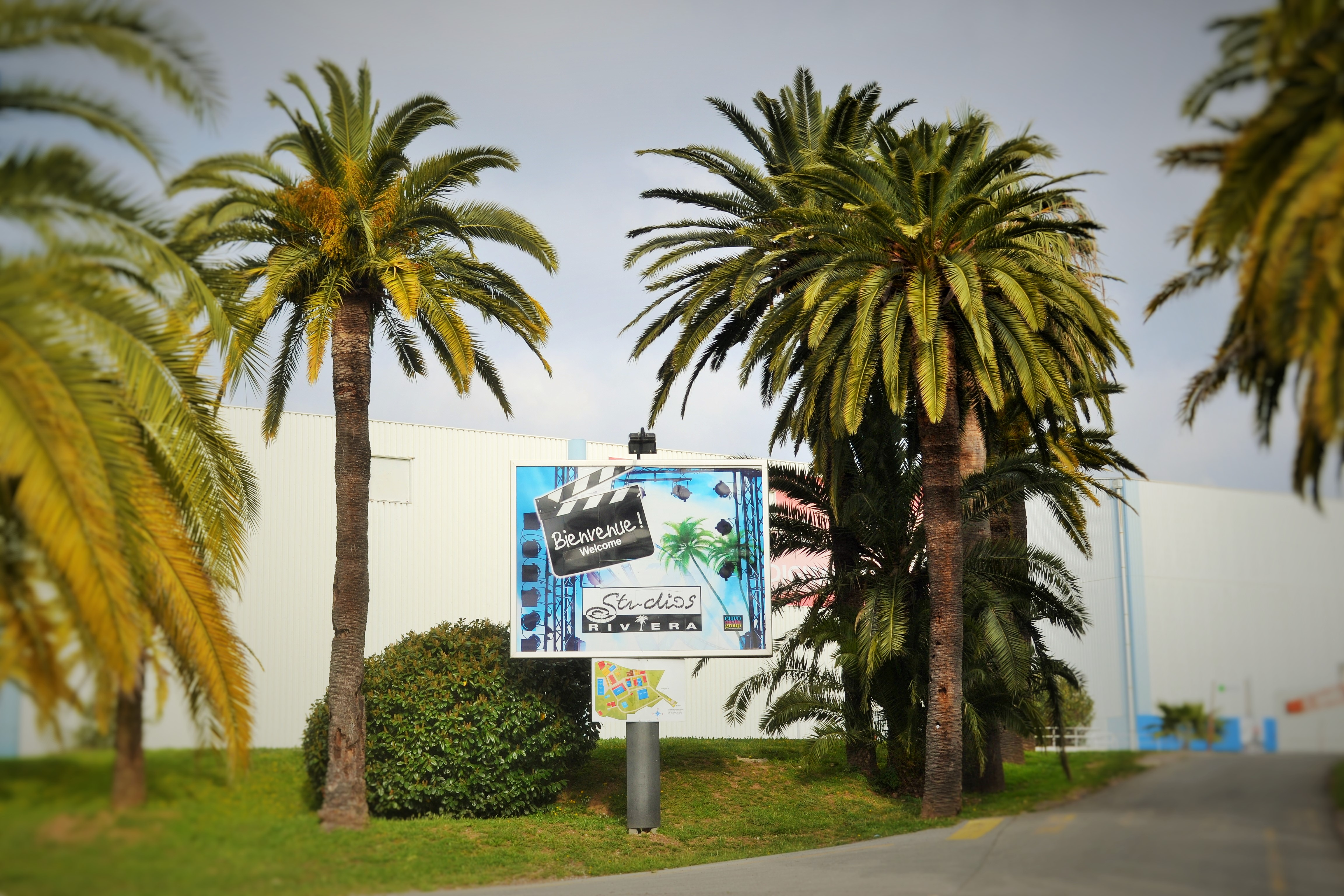
Panneau portant le nom de la période Riviera (2000-2017).
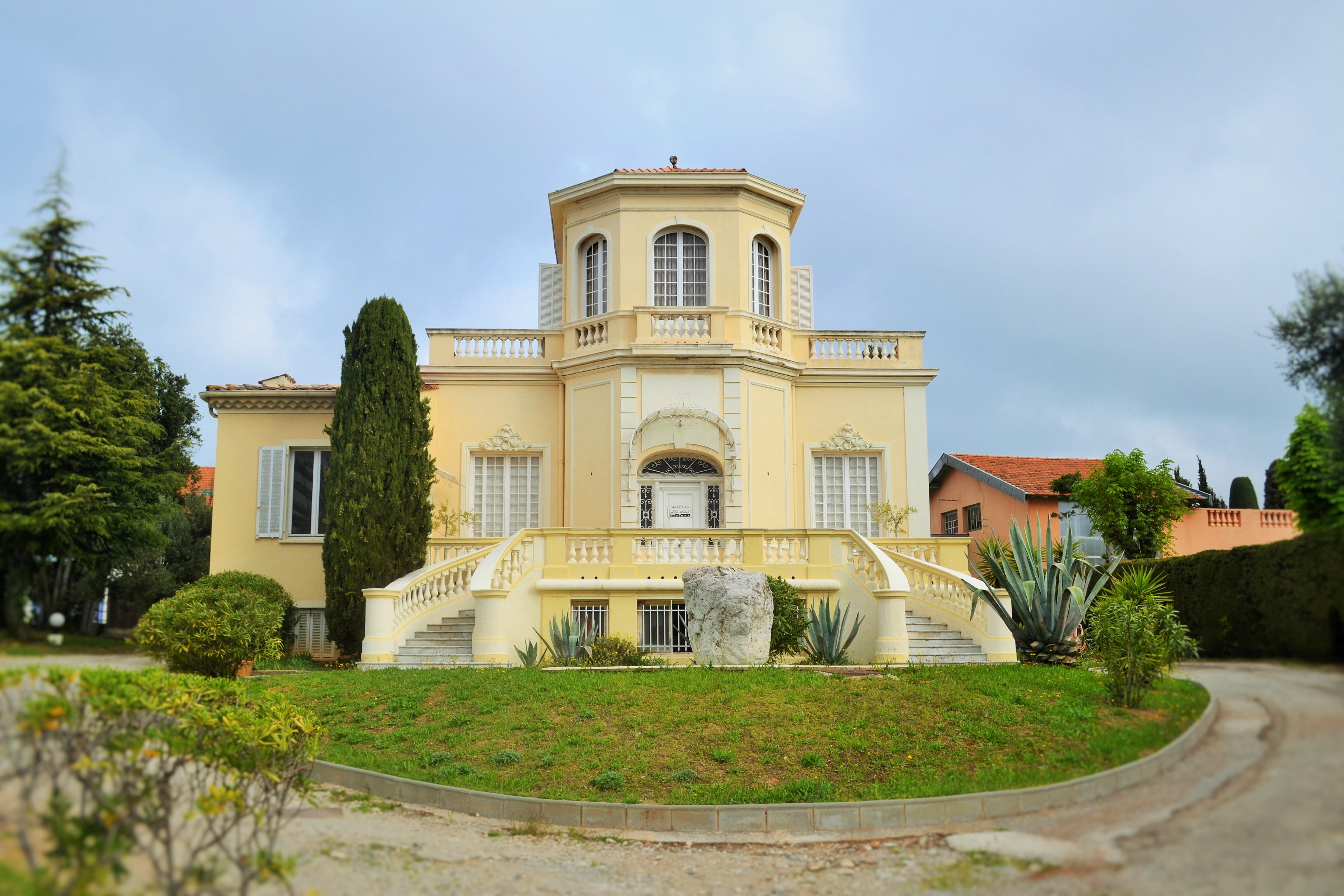
Bâtiment des studios, villa construite par et pour Rex Ingram.
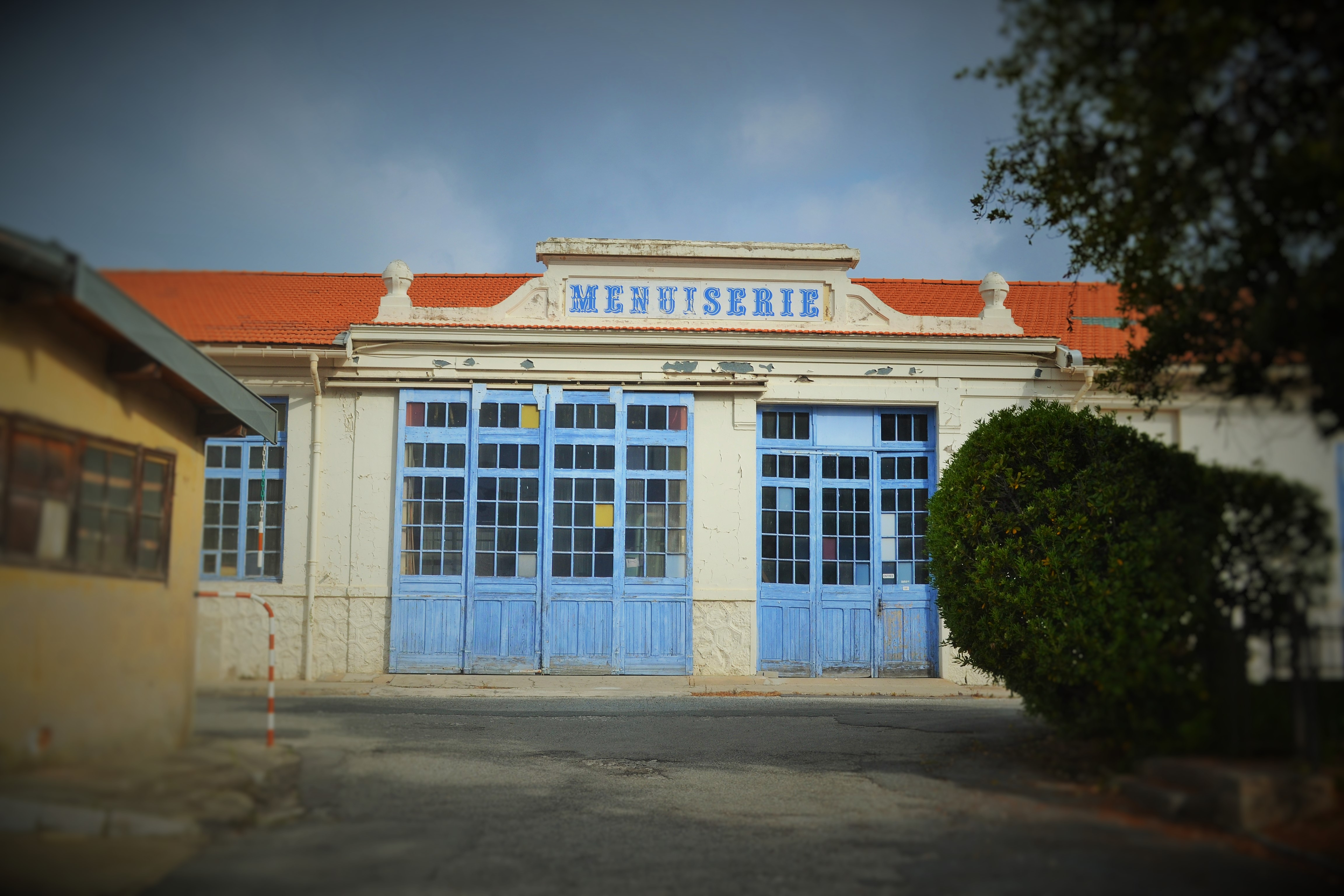
Atelier de menuiserie des studios.
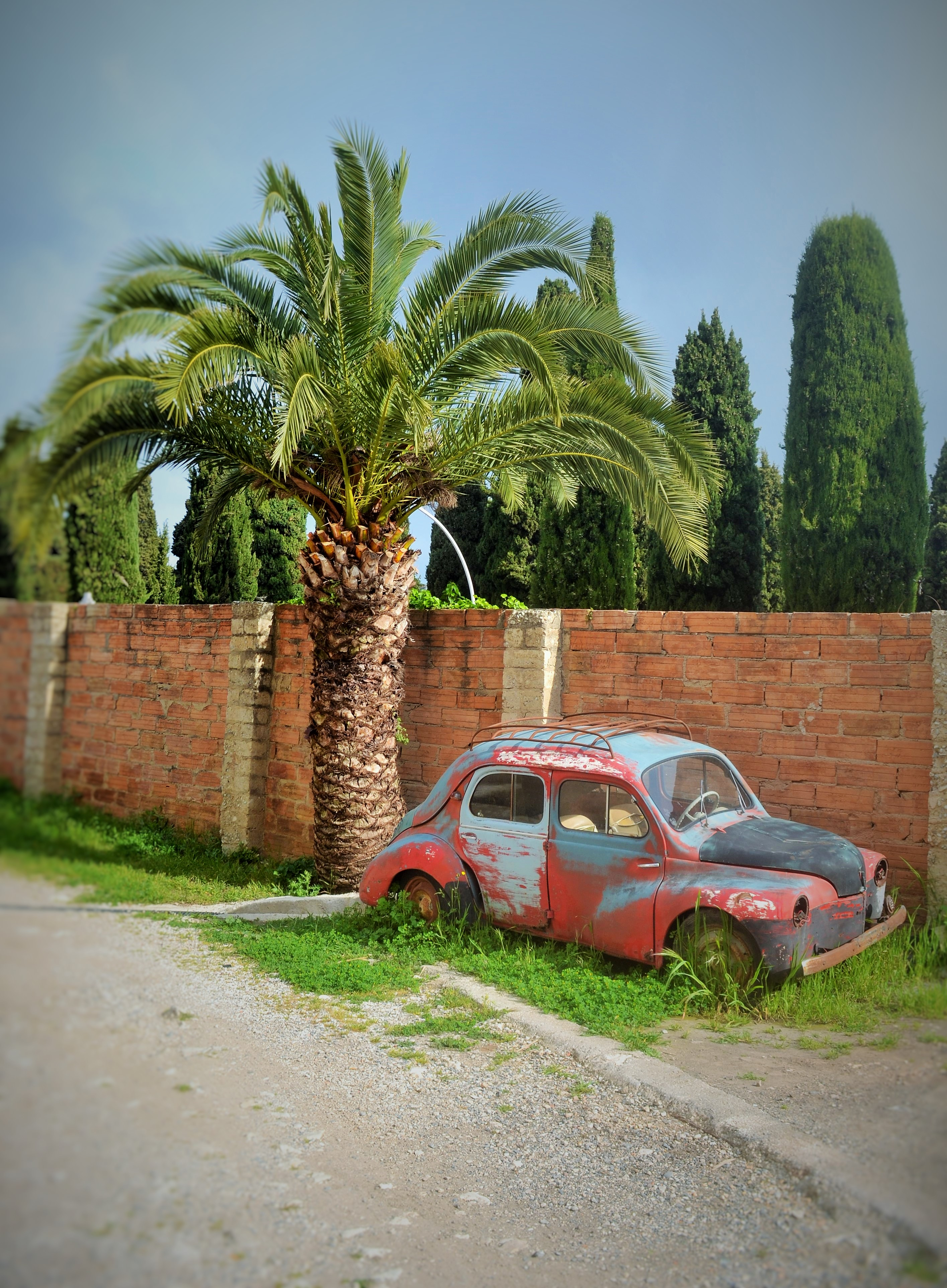
Vestige de décors.

## Quelques productions tournées dans les studios de la Victorine

### Cinéma muet
- 1923 : L'Âtre, film muet de Robert Boudrioz
- 1923 : La Nuit du vendredi 13 de Gennaro Dini
- 1924 : Catherine d'Albert Dieudonné et Jean Renoir
- 1924 : Romanetti de Gennaro Dini
- 1924 : Des fleurs sur la mer d'André Liabel
- 1924 : L'Île sans amour d'André Liabel
- 1926 : Mare Nostrum de Rex Ingram
- 1926 : Le Magicien de Rex Ingram
- 1927 : La Fin de Monte-Carlo d'Henri Étiévant
- 1927 : Sables de Dimitri Kirsanoff
- 1927 : Le Jardin d'Allah (en) de Rex Ingram
- 1927 : Travelaughs d'Harry Lachman
- 1927 : Confetti (en) de Graham Cutts
- 1928 : Le passé ne meurt pas d'Alfred Hitchcock[6]
- 1928 : Le Diable au Cœur de Marcel L'Herbier
- 1928 : L'Île d'amour de Jean Durand
- 1928 : Madame Récamier de Gaston Ravel
- 1928 : Morgane la sirène de Léonce Perret
- 1928 : La Danseuse Orchidée de Léonce Perret
- 1928 : Les Trois Passions (en) de Rex Ingram
- 1929 : Vénus de Louis Mercanton
- 1929 : L'Évadée d'Henri Ménessier
- 1930 : Tarakanova de Raymond Bernard

### Cinéma sonore
- 1932 : Baroud de Rex Ingram[4]

Reconstitution des décors créés à La Victorine pour la villa de Mon oncle.

- 1934 : Adémaï au Moyen Âge de Jean de Marguenat[10]
- 1936 : Romarin d'André Hugon[11]
- 1936 : Les Réprouvés de Jacques Séverac[12]
- 1937 : Le Messager de Raymond Rouleau[13]
- 1937 : Les Hommes sans nom de Jean Vallée[14]
- 1937 : L'Escadrille de la chance de Max de Vaucorbeil[15]
- 1937 : Les Pirates du rail de Christian-Jaque[16]
- 1940 : L'An 40 de Fernand Rivers[18]
- 1941 : Vénus aveugle d'Abel Gance[18]
- 1942 : Lumière d'été de Jean Grémillon[18]
- 1942 : Félicie Nanteuil de Marc Allégret[19]
- 1942 : L'Arlésienne de Marc Allégret[19]
- 1942 : Macao, l'enfer du jeu de Jean Delannoy[19]
- 1942 : Les Visiteurs du soir de Marcel Carné[18]
- 1943 : Untel père et fils de Julien Duvivier[19]
- 1943 : L'Éternel Retour de Jean Delannoy[19]
- 1944 : Les Petites du quai aux fleurs de Marc Allégret[19]
- 1945 : La Vie de bohème de Marcel L'Herbier[19]
- 1945 : Les Enfants du paradis de Marcel Carné[18]
- 1956 : Et Dieu… créa la femme
- 1958 : Mon oncle
- 1961 : La Fayette
- 1962 : Le Masque de fer d'Henri Decoin
- 1964 : Le Gendarme de Saint-Tropez
- 1966 : Ne nous fâchons pas
- 1968 : La Chamade d'Alain Cavalier
- 1969 : La Folle de Chaillot de Bryan Forbes[21]
- 1969 : L'Arbre de Noël
- 1973 : La Nuit américaine
- 1976 : Les Grands Moyens d'Hubert Cornfield
- 2004 : Brice de Nice
- 2012 : Beau rivage

### Télévision
- 2003 : Nice People
- 2006 : Prison Break
- 2007 : Cinq Sœurs
- 2015 : High Side

## La Victorine dans la littérature
En haut à gauche du paradis est un roman de Philippe Doumenc installé dans le décor onirique du tournage des Enfants du paradis aux studios de la Victorine autour de l'histoire d'un apprenti décorateur et d'une figurante du film.